# Nationaal park W
Het nationaal park W is een 10.183 km² groot nationaal park in West-Afrika rond twee meanders in de rivier Niger die samen van uit de hoogte de letter W vormen. Het park strekt zich uit over drie landen: Niger, Benin en Burkina Faso en wordt ook bestuurd door de drie respectievelijke regeringen, sinds 2007 in overeenstemming met de regels van de Conventie van Ramsar. Er wordt dan ook veelal gesproken over het W Transborder Park (Engels) of het Parc Regional W (Frans). Dit grote park is tevens een BirdLife International Important Bird Area. Het parkbeheer werd tot 2008 mee gefinancierd door een ontwikkelingsproject van de Europese Unie ECOPAS (Ecosystèmes Protégés en Afrique Soudano-Sahélienne). Sinds 2002 is het gehele park erkend door UNESCO als een biosfeerreservaat.
Het gedeelte in het uiterste zuidwesten van Niger was daar sinds 4 augustus 1954 erkend als nationaal park en werd tijdens de 20e sessie van de Commissie voor het Werelderfgoed in de zomer van 1996 erkend als natuurlijk werelderfgoed en toegevoegd aan de UNESCO werelderfgoedlijst. Dit park maakt met 2.200 km² circa 1/5 van het Park W uit. Het deel dat gelegen is in Benin is 5.633 km² groot en het deel in Burkina Faso 2.350 km². Het ganse Complex is 17.148 km².
Het park is een toevluchtsoord voor een aantal van de laatste grotere kuddes van West-Afrikaanse Afrikaanse olifanten, maar ook aardvarkens, bavianen, kafferbuffels, caracallen, cheetahs, savanneolifanten, nijlpaarden, Afrikaanse luipaarden, West-Afrikaanse leeuwen, servals en knobbelzwijnen komen in het park voor.
Het park is een mengeling van savanne, drasland en bos.
- Bibliothèque nationale de France: cb146136699 (data)
- Virtual International Authority File: 137518506